# Imanol Larzabal
Imanol Larzabal Goñi (San Sebastián, 11 de noviembre de 1947-Orihuela, 25 de junio de 2004), conocido como Imanol, fue un cantante y compositor español en euskera y castellano, gran defensor de la cultura y la lengua vascas. Exiliado durante la dictadura franquista, tuvo que abandonar de nuevo el País Vasco en los últimos años de su vida, ante el acoso de ETA.

## Biografía
Nacido en San Sebastián el 11 de noviembre de 1947, realizó estudios de delineación, aunque nunca llegó a ejercer la profesión. Empezó a cantar en euskera en 1964 y su primer disco apareció bajo pseudónimo, titulado de la misma manera, Mikel Etxegaray.
Tres años más tarde entró a colaborar con ETA, siendo encarcelado el 29 de agosto de 1968 durante seis meses por terrorismo, organización y propaganda ilegal. Se exilió a Francia y vivió en Bayona, Burdeos y París; allí fue donde contactó con futuros amigos y colaboradores como Paco Ibáñez, el grupo bretón Gwendal o Elisa Serna.
Tras la amnistía de 1977, volvió a España y continuó su carrera musical en el País Vasco, comprometiéndose en diversas iniciativas en defensa de la cultura y la lengua vascas como la Korrika, marcha reivindicativa bienal en favor del euskera. Imanol se fue alejando del entorno de ETA, aunque sus ideas políticas siguieran estando a favor del derecho de autodeterminación, y se posicionó en contra de la violencia.
El 10 de junio de 1985 fue detenido junto con Josu Landa y su equipo técnico tras verse involucrado en la fuga de los presos de ETA Joseba Sarrionandia e Iñaki Pikabea de la prisión de Martutene. Tras un concierto de Imanol en esta prisión, los presos escaparon escondidos en dos altavoces acondicionados para la fuga que fueron cargados en la furgoneta del grupo. Sin embargo, Imanol fue puesto en libertad tras ser esclarecidos los hechos. 
En 1986 participó en un concierto en homenaje a la exactivista de ETA Yoyes, asesinada por sus antiguos compañeros en la localidad de Ordizia. La participación en dicho homenaje le valió ser boicoteado por parte de su público y a partir de entonces fue vetado sistemáticamente de todos aquellos recitales organizados por Herri Batasuna y las ventas de sus discos fueron descendiendo en la medida en que se incrementaban los ataques contra él. En los años siguientes recibió amenazas de muerte en forma de pintadas y de ataques a su coche, llegándole a pinchar las ruedas. El 21 de septiembre de 1989 realizó otro concierto con el mismo fin. Tras este último las amenazas se intensificaron, y un grupo de amigos, junto con algunos concejales de Euskadiko Ezkerra de Ordizia, propusieron organizar un acto de apoyo al cantante y pensaron que lo mejor era otro concierto. 
El 2 de noviembre de 1989, acompañado de Anjel Lertxundi, Imanol anunciaba el acto «Todos contra el miedo», en contra de las amenazas de ETA, que se celebraría el 5 de noviembre en el Polideportivo de Anoeta con la participación de Rosa León, Javier Krahe, Ricardo Solfa, Joaquín Sabina, Luis Eduardo Aute, José Antonio Labordeta, Paco Ibáñez, Luis Pastor y Urko. Al día siguiente, se sumaron Elisa Serna, Amaya Uranga, Pi de la Serra, Gorka Knörr y Xavier Ribalta. También actuaron varios bertsolaris como Andoni Egaña, Joxé Lizaso, Xabier Euzkitze, Azpillaga y Basabe, y los cantantes Iñaki Eizmendi, Pablo Guerrero y Enrique Morente. Se leyeron telegramas del sindicato CCOO y de Juan María Bandrés, Luis Cobos, Teddy Bautista, Julio Caro Baroja, Jorge Oteiza y Rafael Alberti y 180 ex-presos de ETA firmaron un comunicado en apoyo a Imanol en el que rechazaban el «pensamiento obligatorio» de la banda terrorista. Igualmente, se abrió un manifiesto de apoyo encabezado por Joan Manuel Serrat, Víctor Manuel, Ana Belén, Miguel Ríos, Lluís Llach y Georges Moustaki, al que más tarde se adhirieron, entre otros, Joxe Mari eta Mikel, Antton Valverde, Lourdes Iriondo, Xabier Lete, Fernando Savater, Gabriel Celaya, Agustín Ibarrola, Raúl Guerra Garrido o Vicente Molina Foix. Aunque algunos de los firmantes posteriormente retiraron su apoyo, el día del concierto se le entregaron a Imanol 150 hojas de firmas de apoyo.
Un mes más tarde, se celebró en Ataun un homenaje a José Miguel de Barandiarán, con motivo de cumplir los cien años, al cual fueron invitados nueve artistas, entre ellos Imanol; dos de ellos se negaron a compartir escenario con él y ante la firmeza de la comisión organizadora, renunciaron a actuar, no sin antes presionar a los demás. Finalmente el acto se celebró con la única participación de Bitoriano Gandiaga, Antton Valverde e Imanol, habiendo renunciado los demás bien por solidaridad con los disidentes, bien por no involucrarse en asuntos extra-musicales.
En octubre de 2000 anunció que abandonaba el País Vasco, harto de las amenazas de ETA. En ese momento dijo que en Euskadi se vivía un «ambiente irrespirable» y explicó que había venido sufriendo todo tipo de presiones desde que en 1986 participó en el concierto de homenaje a Yoyes. Desde entonces sólo regresó de forma esporádica. Por esa época participó en algunos actos convocados por ¡Basta Ya!.
En 2004 colaboró en el disco colectivo en recuerdo al fallecido Julen Lekuona. Ese año, en su disco Ausencia, en el que volvía a adentrarse en la canción en castellano, ya delataba sus intenciones, además de ser un homenaje al profesor Mikel Azurmendi, amigo personal que también decidió dejar Euskadi.
El 25 de junio de 2004 falleció en Orihuela a causa de un derrame cerebral, tras permanecer varios días en coma. Su última obra, un disco de canciones de cuna en diversos idiomas, quedó inconclusa.

## Discografía
- Orain borrokarenean (Le Chant du Monde, 1972).
- Herriak ez du barkatuko (1974).
- Lau haizetara (1977).
- Sentimentuen hauspoz (1979).
- Etxahun-Etxahun (1980).
- Jo ezan (1981).
- Iratze okre geldiak (1983)
- Erromantzeak (1984).
- Orhoituz (1985).
- Mea kulparik ez (1986).
- Joan-etorrian (1987).
- Muga beroetan (1989).
- Amodioaren berri (1990).
- Viajes de mar y luna (1990).
- Barne kanta (1994).
- Hori bera da denen ixtoria (1996).
- Oroitzen, con Paco Ibáñez (1999).
- Ausencia (2000).
- Versos encendidos (2003).

## Colaboraciones
- Son de niños (disco recopilatorio de canciones infantiles) (2001)